# フィストファック

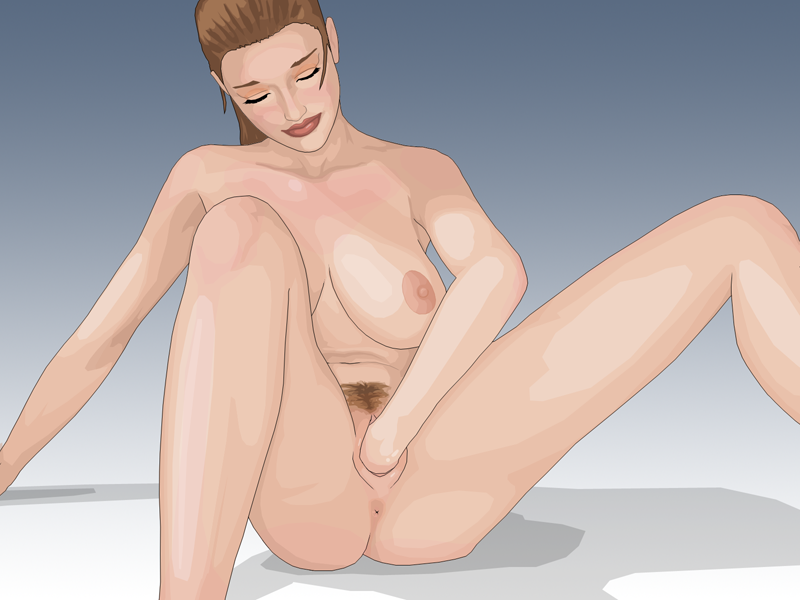
膣に拳を入れる様子

フィストファック（Fist fuck）は、膣もしくは肛門に手または拳を入れる。ハードなSM行為の一種である。

## 概要
膣や肛門に手もしくは拳を挿入する行為の総称。
女性の膣はもともと出産のために伸びるように出来ているので人為的に拡張する事ができるが、多くの女性は強烈な痛みを発生する場合がある。そして筋肉の発達状況や骨盤の形状により行為自体に向かない場合もある。また肛門でフィストファックを行う場合はもともと拡張されることが前提ではない器官のため、行為自体不可能な場合がある。
また拡張されることで得られる性感は個人差がありフィストファックによって女性が快感を得られるとは限らない。拡張する行為自体、破壊願望など被虐的な感情・支配感等において快楽を感じるなど男性側の精神的な部分での快楽を持ち、肉体的な快楽は多くの女性は得られない。
実際には会陰部の粘膜や膣の筋肉、肛門の場合括約筋等を損なう恐れが強いため、充分に注意が必要な行為である。会陰裂傷や膣破裂、外陰部炎、骨盤内炎、腹膜炎などを起こす可能性がある。挿入する際には、実際には拳を握るのではなく五本の指を真っ直ぐ伸ばしてぴったりくっつけたままとするのが基本である。また女性の膣は性的快感が高まればよく伸びるようになるので、充分な前戯と信頼関係が重要である。挿入・拡張については拡張プレイ参照のこと。
1979年に立花隆が著書『アメリカ性革命報告』で、「フィスト・ファッキング」という言葉を紹介したが、立花自身は1990年代に入ってから、インターネットで初めて行為中の写真を見たという。

## 別称
- フィスティング(Fisting)
- フィスト(Fist)
- パンチファック(Punch-fuck)

膣と肛門の両方同時に挿入、もしくは膣と肛門のどちらかに両手を挿入することをダブル・フィスティングと言う。
英語圏ではハンドボーリングと言う場合もある。